# DerStandard.at
derStandard.at ist eine kostenlose Online-Zeitung, die als Webauftritt der österreichischen Tageszeitung Der Standard gegründet wurde. Sie entwickelte sich zum eigenständigen Nachrichtenportal der derStandard.at GmbH mit eigener Redaktion. 2013 folgte eine Zusammenführung der beiden Redaktionen.

## Geschichte

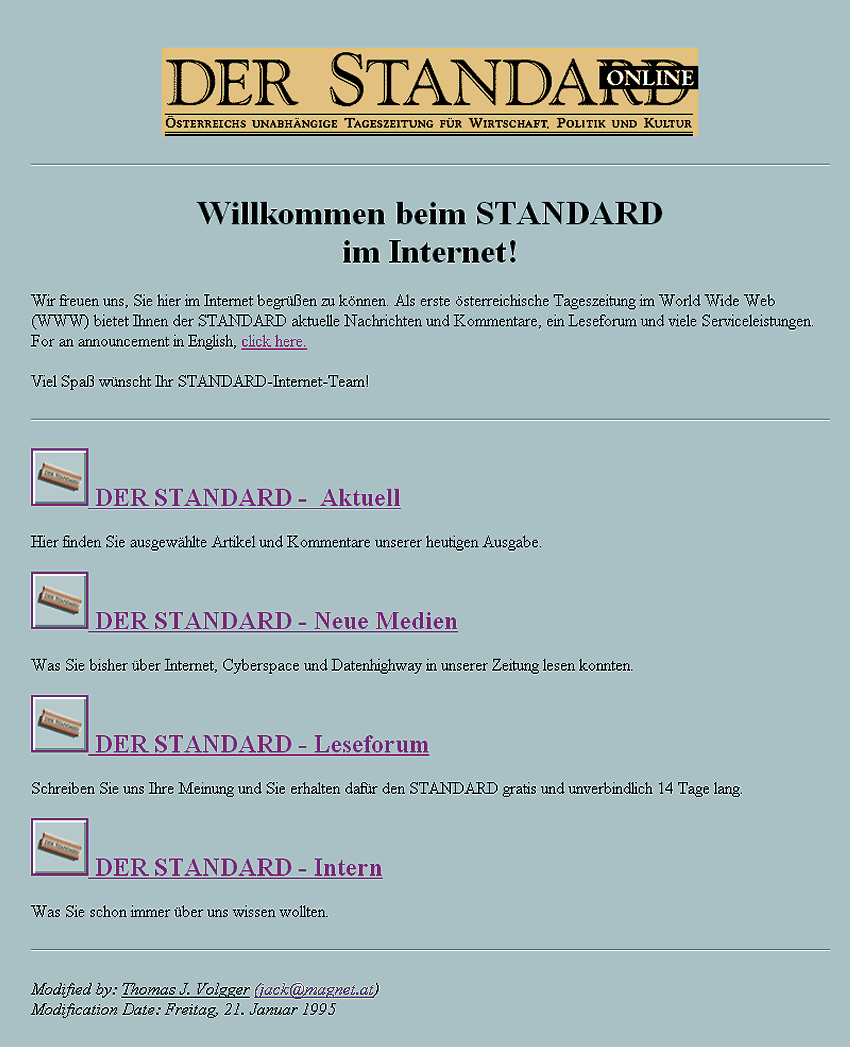
Screenshot der ersten Onlineausgabe aus dem Jahr 1995

derStandard.at ging am 2. Februar 1995 als nach eigenen Angaben erster Webauftritt einer deutschsprachigen Zeitung online. Wirtschaftsnachrichten wurden zunächst kostenpflichtig angeboten. 1996 wurde auch der Stellenmarkt online gestellt. 1997 wurden die gesamten Printinhalte online gebracht und erstmals online-exklusive Inhalte erstellt. 1999 wurde der Betrieb der Website in eine eigenständige Gesellschaft, die Bronner Online AG, umgegründet. Diese war wiederum im Eigentum der Bronner Familien-Privatstiftung (90 %) und Oscar Bronner (10 %). Seit 2009 ist derStandard.at im Eigentum der derStandard.at GmbH, einer hundertprozentigen Tochter der Standard Medien AG.
Das Nachrichtenportal ist bis dato für Nutzer kostenfrei und finanziert sich über Werbung. Das Jahr 2005 war für das Online-Medium das erste mit einem positiven Unternehmensergebnis. Im Oktober 2014 wurde das FairUse-Abo ins Leben gerufen. Demnach sollten entweder Werbeblocker deaktiviert oder aber monatlich ein fixer Betrag bezahlt werden. Seit Mai 2018 werden die Inhalte von derStandard.at nur noch angezeigt, wenn Adblocker (für diese Domain) deaktiviert wurden, alternativ gibt es ein kostenpflichtiges PUR-Abo ohne Werbung.

## Unternehmensstruktur
Seit Dezember 2012 befinden sich Online- und Printredaktion in einem gemeinsamen Gebäude im 3. Wiener Gemeindebezirk. Mit Juni 2013 folgte die Zusammenlegung der Arbeitsbereiche in jeweils eine Abteilung. Die Verlagsleitung von derStandard.at wurde von Gerlinde Hinterleitner übernommen. Alexandra Föderl-Schmid war von 2007 bis August 2017 Chefredakteurin, danach war Rainer Schüller interimistischer Chefredakteur. Von November 2017 bis Oktober 2023 war Martin Kotynek Chefredakteur. Seit April 2024 ist Gerold Riedmann Chefredakteur.

## Reichweite
Laut Österreichischer Webanalyse (ÖWA) vom Februar 2020 erreicht das Nachrichtenportal 7,5 Millionen Unique Clients, 34,5 Millionen Visits und über 122 Millionen Seitenabrufe. Die ÖWA Plus Analyse 2019-II bestätigt eine Reichweite von 33 % in Österreich.

## Inhalt
Inhaltlicher Schwerpunkt der Nachrichtenplattform sind „Nachrichten in Echtzeit“, d. h. tagesaktuelle Berichterstattung vorwiegend aus den Bereichen Inland, International, Wirtschaft und Panorama. Ergänzt wird das Angebot aus den Ressorts Web, Sport, Etat, Kultur, Wissenschaft, Gesundheit, Bildung, Reisen, Lifestyle und Familie. Die Rubrikmärkte sind durch die Bereiche Karriere, Immobilien und Auto abgedeckt, die sowohl redaktionelle Inhalte als auch Kleinanzeigen enthalten. Migrationsthemen sowie feministischer Berichterstattung wird auf den beiden Domains daStandard.at und dieStandard.at eigener Raum gegeben.

## Community
1999 wurde das Forum geschaffen: Diese Community bietet die Möglichkeit, Artikel in Form von Postings zu kommentieren. 2015 wurden bereits 7,6 Millionen Postings gezählt. Das Forum wird moderiert, Postings werden entweder automatisch über den sogenannten Foromat oder manuell durch einen Communitymanager freigeschaltet. Zusätzlich können Postings unter Umständen nachträglich vom Community Manager gelöscht werden. Benutzer können Benutzerbeiträge mittels Klick auf den entsprechenden Link beim Posting als forenregelwidrig an die Redaktion melden.
Ergänzend dazu wurden eigene redaktionelle Communityformate entwickelt: Der Livebericht, bei dem Redakteure live zu bestimmten Ereignissen updaten, und der Chat, bei dem User direkt mit eingeladenen Persönlichkeiten kommunizieren.
Um die Interaktion mit und das Angebot für die Community zu intensivieren, wurde im September 2013 die Abteilung User Generated Content unter der Leitung von Gerlinde Hinterleitner geschaffen.
Seit 2010 ist derStandard.at auch in sozialen Netzwerken aktiv (Facebook), 2011 folgten Twitter und Google+.